# Julia Nicol
Pour les articles homonymes, voir Nicol.
Julia Nicol, née en 1956 et morte le 3 avril 2019, est une militante et bibliothécaire sud-africaine. Elle est la cofondatrice et l'ancienne dirigeante de l'Organisation des activistes lesbiennes et gays (OLGA) et l'une collaborateurs influents des groupes LGBT en Afrique du Sud.

## Biographie
Nicol est né en 1956 à Johannesburg.  Elle fait ses études supérieures à l'Université du Cap et y exerce le métier de bibliothécaire jusqu'à sa retraite en 1997. 
Nicol commence à travailler en tant qu'activiste LGBT au début des années 1980.  Ensuite, elle fonde la première organisation  des lesbiennes en Afrique du Sud appelée Lesbians in Love and Compromising Situations (LILACS).   
En tant qu'activiste, Nicol est également impliquée dans le  groupe Association gay d'Afrique du Sud (GASA) et fait partie des membres fondateurs de Lesbiennes et gays contre l'oppression (LAGO).   
Plus tard, cette association  devient l'Organisation des activistes lesbiennes et gays (OLGA) ,.  Nicol et sa partenaire, Lapinsky, ont toutes deux joué un rôle crucial pour l'inclusion des droits LGBT dans le mouvement anti-apartheid. 
Elle meurt le 3 avril 2019. 